# Ferocactus gracilis
 Ferocactus gracilis to gatunek ferokaktusa.

## Morfologia i biologia
Dorasta do 1,5 m wysokości i 30 cm średnicy. Jest kulisty lub cylindryczny. Ma 24 żebra i eliptyczne areole, z których wyrasta po 5-6 czerwonawobrązowych cierni bocznych o długości nie większej niż 4 cm i 7-13 środkowych, które są przeważnie dłuższe. Roślina kwitnie latem, jej kwiaty są dzienne, złocistożółe, a płatki mają zwykle czerwoną pręgę środkową.

## Uprawa
Wymaga pełnego nasłonecznienia i temperatury nie schodzącej poniżej 10 °C.